# Buinsk
Buinsk (ryska Буинск, tatariska Буа/Bua) är en stad i Tatarstan i Ryssland. Folkmängden uppgick år 2015 till cirka 21 000 invånare.